# 1985–86년 ISU 스피드스케이팅 월드컵
1985–86년 ISU 스피드스케이팅 월드컵은 국제 빙상 경기 연맹(ISU) 주관으로 1985년 11월 23일 노르웨이 트론헤임에서 1986년 3월 9일 서독 인첼까지 남자 아홉 차례, 여자 네 차례에 걸쳐 열린 최초의 스피드스케이팅 월드컵 대회이다.

## 남자

### 경기
| 날짜                                                             | 장소                  | 종목     | 1위               | 2위                 | 3위                             |
| ---------------------------------------------------------------- | --------------------- | -------- | ----------------- | ------------------- | ------------------------------- |
| 1985년 11월 23일-24일                                            | 트론헤임              | 500m(1)  | 댄 잰슨           | 에릭 헨릭슨         | 닉 토메츠                       |
| 1985년 11월 23일-24일                                            | 트론헤임              | 500m(2)  | 댄 잰슨           | 에릭 헨릭슨         | 요우코 베스테를룬드             |
| 1985년 11월 23일-24일                                            | 트론헤임              | 1000m(1) | 댄 잰슨           | 닉 토메츠           | 에릭 헨릭슨                     |
| 1985년 11월 23일-24일                                            | 트론헤임              | 1000m(2) | 가에탕 부셰르     | 에릭 헨릭슨         | 닉 토메츠                       |
| 1985년 11월 23일-24일                                            | 트론헤임              | 1500m    | 클라에스 벵트손   | 한스 망누손         | 톰 에리크 옥스홀름              |
| 1985년 11월 23일-24일                                            | 트론헤임              | 5000m    | 레오 피서르       | 헤라르트 켐커르스   | 토마스 구스타프손               |
| 1985년 11월 30일-12월 1일                                        | 베를린                | 500m(1)  | 우베옌스 마이     | 이고리 젤레좁스키   | 구로이와 아키라                 |
| 1985년 11월 30일-12월 1일                                        | 베를린                | 500m(2)  | 세르게이 포키체프 | 보리스 레프닌       | 우베옌스 마이                   |
| 1985년 11월 30일-12월 1일                                        | 베를린                | 1000m(1) | 이고리 젤레좁스키 | 안드레이 바흐발로프 | 가에탕 부셰르                   |
| 1985년 11월 30일-12월 1일                                        | 베를린                | 1000m(2) | 이고리 젤레좁스키 | 보리스 레프닌       | 안드레이 바흐발로프             |
| 1985년 12월 15일-16일                                            | 에인트호번 위트레흐트 | 5000m    | 토마스 구스타프손 | 옙 크라머르         | 헤인 페르헤이르                 |
| 1985년 12월 15일-16일                                            | 에인트호번 위트레흐트 | 1500m    | 헤인 페르헤이르   | 토마스 구스타프손   | 한스 망누손                     |
| 1986년 1월 4일-5일                                               | 오슬로                | 1500m    | 미하엘 하트시프   | 한스 망누손         | 롤프 팔크라르센                 |
| 1986년 1월 4일-5일                                               | 오슬로                | 5000m    | 토마스 구스타프손 | 데이브 실크         | 페르티 니튈래                   |
| 1986년 1월 11일-12일                                             | 바셀가디피네          | 500m(1)  | 댄 잰슨           | 닉 토메츠           | 예지 도미니크                   |
| 1986년 1월 11일-12일                                             | 바셀가디피네          | 500m(2)  | 댄 잰슨           | 닉 토메츠           | 라밀 자기둘린                   |
| 1986년 1월 11일-12일                                             | 바셀가디피네          | 1000m(1) | 닉 토메츠         | 에릭 헨릭슨         | 예지 도미니크                   |
| 1986년 1월 11일-12일                                             | 바셀가디피네          | 1000m(2) | 가에탕 부셰르     | 댄 잰슨             | 에릭 헨릭슨                     |
| 1986년 1월 25일-26일 1986년 유럽 선수권 대회 오슬로              |                       |          |                   |                     |                                 |
| 1986년 1월 25일-26일                                             | 다보스                | 500m(1)  | 우베옌스 마이     | 댄 잰슨             | 닉 토메츠                       |
| 1986년 1월 25일-26일                                             | 다보스                | 500m(2)  | 우베옌스 마이     | 댄 잰슨             | 닉 토메츠                       |
| 1986년 1월 25일-26일                                             | 다보스                | 1000m(1) | 댄 잰슨           | 가에탕 부셰르       | 에릭 헨릭슨                     |
| 1986년 1월 25일-26일                                             | 다보스                | 1000m(2) | 우베옌스 마이     | 닉 토메츠           | 댄 잰슨                         |
| 1986년 2월 8일-9일                                               | 인스브루크            | 1500m    | 클라에스 벵트손   | 데이브 실크         | 롤프 팔크라르센                 |
| 1986년 2월 8일-9일                                               | 인스브루크            | 5000m    | 크리스티안 에밍거 | 미하엘 하트시프     | 헹크 네이담                     |
| 1986년 2월 15일-16일 1986년 세계 올라운드 선수권 대회 인첼       |                       |          |                   |                     |                                 |
| 1986년 2월 22일-23일 1986년 세계 스프린트 선수권 대회 가루이자와 |                       |          |                   |                     |                                 |
| 1986년 3월 1일-2일                                               | 외스테르순드          | 1500m    | 미하엘 하트시프   | 한스 망누손         | 데이브 실크                     |
| 1986년 3월 1일-2일                                               | 외스테르순드          | 5000m    | 게이르 칼스타     | 토마스 구스타프손   | 크리스티안 에밍거 요아킴 칼베리 |
| 1986년 3월 1일-4일 1986년 동계 아시안 게임 삿포로                |                       |          |                   |                     |                                 |
| 1986년 3월 6일-9일                                               | 인첼                  | 500m(1)  | 댄 잰슨           | 닉 토메츠           | 우베옌스 마이                   |
| 1986년 3월 6일-9일                                               | 인첼                  | 500m(2)  | 댄 잰슨           | 닉 토메츠           | 우베옌스 마이                   |
| 1986년 3월 6일-9일                                               | 인첼                  | 1000m(1) | 닉 토메츠         | 댄 잰슨             | 프로데 뢴닝                     |
| 1986년 3월 6일-9일                                               | 인첼                  | 1000m(2) | 댄 잰슨           | 닉 토메츠           | 얀 이케마                       |
| 1986년 3월 6일-9일                                               | 인첼                  | 1500m    | 미하엘 하트시프   | 한스 망누손         | 톰 에리크 옥스홀름              |
| 1986년 3월 6일-9일                                               | 인첼                  | 5000m    | 데이브 실크       | 게이르 칼스타       | 크리스티안 에밍거               |

### 월드컵 랭킹
| 순위 | 선수            | 포인트 |
| ---- | --------------- | ------ |
| 1    | 댄 잰슨         | 200    |
| 2    | 우베옌스 마이   | 175    |
| 3    | 닉 토메츠       | 172    |
| 4    | 프로데 뢴닝     | 133    |
| 5    | 예란 요한손     | 120    |
| 6    | 에릭 헨릭슨     | 111    |
| 7    | 예지 도미니크   | 107    |
| 8    | 우베 슈트레프   | 96     |
| 9    | 얀 이케마       | 93     |
| 10   | 다니엘 튀르코트 | 96     |

| 순위 | 선수                | 포인트 |
| ---- | ------------------- | ------ |
| 1    | 댄 잰슨             | 186    |
| 2    | 닉 토메츠           | 183    |
| 3    | 에릭 헨릭슨         | 136    |
| 4    | 가에탕 부셰르       | 126    |
| 5    | 리샤르트 자트키     | 108    |
| 6    | 프로데 뢴닝         | 101    |
| 6    | 얀 이케마           | 101    |
| 8    | 예지 도미니크       | 96     |
| 9    | 마이크 잰슨         | 94     |
| 10   | 요우코 베스테를룬드 | 93     |

| 순위 | 선수               | 포인트 |
| ---- | ------------------ | ------ |
| 1    | 미하엘 하트시프    | 113    |
| 2    | 한스 망누손        | 110    |
| 3    | 데이브 실크        | 97     |
| 4    | 롤프 팔크라르센    | 88     |
| 5    | 클라에스 벵트손    | 76     |
| 6    | 요아킴 칼베리      | 73     |
| 7    | 크리스티안 에밍거  | 72     |
| 8    | 페르티 니튈래      | 67     |
| 9    | 비에른 아르네 뉠란 | 64     |
| 10   | 톰 에리크 옥스홀름 | 62     |

| 순위 | 팀                 | 포인트 |
| ---- | ------------------ | ------ |
| 1    | 데이브 실크        | 102    |
| 2    | 토마스 구스타프손  | 100    |
| 3    | 크리스티안 에밍거  | 99     |
| 4    | 게이르 칼스타      | 96     |
| 5    | 미하엘 하트시프    | 88     |
| 6    | 페르티 니튈래      | 77     |
| 7    | 헤라르트 켐커르스  | 72     |
| 8    | 롤프 팔크라르센    | 60     |
| 9    | 베르너 예거        | 56     |
| 10   | 톰 에리크 옥스홀름 | 54     |

## 여자

### 경기
| 날짜                                                             | 장소   | 종목     | 1위                       | 2위                 | 3위                       |
| ---------------------------------------------------------------- | ------ | -------- | ------------------------- | ------------------- | ------------------------- |
| 1985년 11월 30일-12월 1일                                        | 베를린 | 500m(1)  | 크리스타 로텐부르거       | 카린 카리나         | 에델 테레세 회이세트      |
| 1985년 11월 30일-12월 1일                                        | 베를린 | 500m(2)  | 크리스타 로텐부르거       | 코르넬리아 디크     | 에델 테레세 회이세트      |
| 1985년 11월 30일-12월 1일                                        | 베를린 | 1000m(1) | 크리스타 로텐부르거       | 카린 카리나         | 코르넬리아 디크           |
| 1985년 11월 30일-12월 1일                                        | 베를린 | 1000m(2) | 카린 카리나               | 크리스타 로텐부르거 | 코르넬리아 디크           |
| 1986년 1월 4일-5일                                               | 인첼   | 500m     | 보니 블레어               | 모니카 플루크       | 에델 테레세 회이세트      |
| 1986년 1월 4일-5일                                               | 인첼   | 1000m    | 보니 블레어               | 에르비나 리시페렌스 | 모니카 플루크             |
| 1986년 1월 4일-5일                                               | 인첼   | 1500m    | 안네테 칼렌칼손           | 보니 블레어         | 올가 플레시코바           |
| 1986년 1월 4일-5일                                               | 인첼   | 3000m    | 비에르그 에바 옌센        | 안네테 칼렌칼손     | 에르비나 리시페렌스       |
| 1986년 1월 11일-12일 1986년 유럽 선수권 대회 오슬로              |        |          |                           |                     |                           |
| 1985년 1월 25일-26일                                             | 다보스 | 500m     | 크리스타 로텐부르거       | 카린 카리나         | 보니 블레어               |
| 1985년 1월 25일-26일                                             | 다보스 | 1000m    | 크리스타 로텐부르거       | 카린 카리나         | 보니 블레어               |
| 1985년 1월 25일-26일                                             | 다보스 | 1500m    | 카린 카리나               | 자비네 브렘         | 이보너 판 헤닙            |
| 1985년 1월 25일-26일                                             | 다보스 | 3000m    | 안드레아 에리히미체를리히 | 카린 카리나         | 자비네 브렘               |
| 1986년 2월 8일-9일 1986년 세계 올라운드 선수권 대회 헤이그       |        |          |                           |                     |                           |
| 1986년 2월 22일-23일 1986년 세계 스프린트 선수권 대회 가루이자와 |        |          |                           |                     |                           |
| 1986년 3월 1일-4일 1986년 동계 아시안 게임 삿포로                |        |          |                           |                     |                           |
| 1985년 3월 6일-9일                                               | 인첼   | 500m     | 카린 카리나               | 보니 블레어         | 크리스타 로텐부르거       |
| 1985년 3월 6일-9일                                               | 인첼   | 1000m    | 카린 카리나               | 크리스타 로텐부르거 | 안드레아 에리히미체를리히 |
| 1985년 3월 6일-9일                                               | 인첼   | 1500m    | 카린 카리나               | 안네테 칼렌칼손     | 케이티 클래스             |
| 1985년 3월 6일-9일                                               | 인첼   | 3000m    | 안드레아 에리히미체를리히 | 카린 카리나         | 비에르그 에바 옌센        |

### 월드컵 랭킹
| 순위 | 선수                 | 포인트 |
| ---- | -------------------- | ------ |
| 1    | 크리스타 로텐부르거  | 115    |
| 2    | 카린 카리나          | 112    |
| 3    | 에델 테레세 회이세트 | 90     |
| 4    | 보니 블레어          | 89     |
| 5    | 조피아 토카르치크    | 80     |
| 6    | 에르비나 리시페렌스  | 63     |
| 7    | 모니카 플루크        | 54     |
| 7    | 안네테 칼렌칼손      | 54     |
| 9    | 코르넬리아 디크      | 53     |
| 9    | 케이티 클래스        | 53     |

| 순위 | 선수                      | 포인트 |
| ---- | ------------------------- | ------ |
| 1    | 카린 카리나               | 119    |
| 2    | 크리스타 로텐부르거       | 116    |
| 3    | 에르비나 리시페렌스       | 94     |
| 4    | 보니 블레어               | 77     |
| 4    | 안네테 칼렌칼손           | 77     |
| 6    | 에델 테레세 회이세트      | 70     |
| 7    | 조피아 토카르치크         | 66     |
| 8    | 안드레아 에리히미체를리히 | 58     |
| 9    | 비르베 매켈래             | 49     |
| 10   | 모니카 플루크             | 46     |

| 순위 | 선수                 | 포인트 |
| ---- | -------------------- | ------ |
| 1    | 안네테 칼렌칼손      | 87     |
| 2    | 카린 카리나          | 75     |
| 3    | 케이티 클래스        | 63     |
| 4    | 보니 블레어          | 58     |
| 5    | 리디아 올촌          | 53     |
| 6    | 모니카 플루크        | 51     |
| 7    | 아일라 타르티아      | 41     |
| 8    | 에델 테레세 회이세트 | 40     |
| 9    | 조피아 토카르치크    | 37     |
| 10   | 비에르그 에바 옌센   | 36     |

| 순위 | 팀                        | 포인트 |
| ---- | ------------------------- | ------ |
| 1    | 안드레아 에리히미체를리히 | 75     |
| 2    | 안네테 칼렌칼손           | 73     |
| 3    | 카린 카리나               | 66     |
| 4    | 비에르그 에바 옌센        | 65     |
| 5    | 아일라 타르티아           | 53     |
| 6    | 에르비나 리시페렌스       | 52     |
| 7    | 리디아 올촌               | 48     |
| 8    | 케이티 클래스             | 44     |
| 9    | 시코러 실비아             | 33     |
| 10   | 자비네 브렘               | 20     |
| 10   | 마일라 레흐티매키         | 20     |